# Ruter
|  | No s'ha de confondre amb rúter. |

Ruter fou una marca catalana de motocicletes, fabricades per Industrias Ruter a Figueres, Alt Empordà, entre 1952 i 1959.
L'empresa, situada al número 17 del carrer Casa Barnet-Llers de Figueres, fou fundada per un ciutadà francès exiliat durant la Primera Guerra Mundial i fabricava motocicletes amb motors propis de 2 temps, amb cilindrades de 90 i 125 cc.